# Šerovina
Šerovina je naseljeno mjesto u općini Prozor-Rama, Federacija Bosne i Hercegovine, BiH.

## Stanovništvo

### 1991.
Nacionalni sastav stanovništva 1991. godine, bio je sljedeći:
ukupno: 52
- Hrvati - 52

### 2013.
Na popisu 2013. godine bilo je bez stanovnika.